# Actinella armitageana
Actinella armitageana (лат.) — наземный брюхоногий моллюск отряда лёгочных улиток семейства Hygromiidae. Его природная среда обитания — умеренные луга. Данный вид является эндемиком Португалии, обитает на острове Мадейра и находится под угрозой утраты среды обитания из-за выбивания пастбищ и вытекающих из этого последствий: эрозии почвы и сокращения количества растений.